# 金洞镇
金洞镇，是中华人民共和国湖南省永州市祁阳市下辖的一个乡镇级行政单位。

## 行政区划
2015年，祁阳县调整乡镇区划。获得湖南省人民政府的批准后，11月24日，永州市人民政府下发永政函〔2015〕216号文件，将万宝山乡、小金洞乡并入金洞镇。新的金洞镇下辖24个建制村，一社区、二社区、三社区。镇人民政府驻地仍在二社区。
金洞镇下辖以下地区：
一社区、二社区、三社区、马蹄源村、马啼口村、枣树坪村、南木坳村、农户村、下古村、白泡廻村和友胜村。